# Sinbad (attore)
Sinbad, pseudonimo di David Adkins (Benton Harbor, 10 novembre 1956), è un attore e comico statunitense.
Sinbad, nome che Adkins ha scelto in onore di Sinbad il marinaio, al fine di distinguersi nel settore dello spettacolo, inizia la sua carriera apparendo su Star Search. Sinbad ha vinto il suo turno contro il collega comico Dennis Miller. Come attore, è noto per aver recitato in Una promessa è una promessa del 1996, nel ruolo di Myron, un uomo disposto a tutto pur di comprare il giocattolo Turboman per il proprio figlio.
Sinbad sposò Meredith Fuller nel 1985. Hanno due figli insieme: Paige e Royce. La coppia ha divorziato nel 1992, per poi risposarsi nel 2002. Sinbad attualmente pratica Tae kwon do.
Dal 2014 ha un ruolo di doppiatore nella serie animata Steven Universe.

## Filmografia parziale

### Attore

#### Cinema
- Una promessa è una promessa (1996)

#### Televisione
- Evil – serie TV, episodio 1x05 (2019)

### Doppiatore
- Planes (2013) - voce
- Steven Universe - serie TV, 7 episodi (2013-2014) - voce

## Doppiatori italiani
- Francesco Pannofino in Scappa e vinci, First Kid - Una peste alla Casa Bianca
- Roberto Pedicini in Una promessa è una promessa

Come doppiatore è stato sostituito da:
- Franco Mannella in Planes